# Henning Ole Jensen
Henning Ole Jensen, est un footballeur danois né le 15 juillet 1948 à Hvidovre au Danemark. Il évoluait au poste de milieu offensif ou d'attaquant. Il est surtout connu pour avoir joué dans deux clubs français : le FC Metz et le Toulouse FC, nommé à l'époque US Toulouse.

## Carrière
- 1969-1972 : FC Metz -  France
- 1972-1975 : US Toulouse -  France